# Ernest Sheppard Pinfold
Ernest Sheppard Pinfold (* 6. Dezember 1888 in Cleckheaton, Yorkshire; † 5. Dezember 1969 in  Heysham, Lancashire) war ein britischer Geologe. 

## Leben
Pinfold war der Sohn von Arthur Gough Pinfold und Arabella Evaline Caudwell. Er absolvierte seine schulische Ausbildung an der Bradford Grammar School und erlangte an der University of Cambridge im Jahr 1910 ein Doppeldiplom. Zudem wurde er mit dem Harkness-Stipendium für Geologie ausgezeichnet. Im gleichen Jahr begann er seine Tätigkeit als Geologe bei Steel Brothers & Company Ltd. und reiste nach Burma. Dort erwarb er sich den Ruf eines erstklassigen Feldgeologen, wobei seine Arbeiten maßgeblich zur Entdeckung des Lanywa-Ölfeldes in Burma sowie der Khaur-, Dhulian- und Balkassar-Ölfelder im Punjab beitrugen. Des Weiteren leistete er bedeutende Beiträge zur stratigraphischen Klassifikation des Eozäns im Punjab. 1931 wurde er Geologe bei der Attock Oil Company in Rawalpindi, Britisch-Indien. Im Jahr 1927 wurde Pinfold Mitglied der Yorkshire Geological Society auf Lebenszeit und nahm an deren Feldsitzungen teil, sofern es ihm während seiner Heimaturlaube möglich war.
Pinfold wurde 1911 Mitglied der Geological Society of London. Er erhielt 1920 den Lyell Fund sowie 1941 die Lyell-Medaille für seine Entdeckungen zur Stratigraphie und Struktur der ölführenden Regionen Burmas und der Nordwestprovinz Indiens. Im Jahr 1935 wurde ihm die King’s Jubilee Medal verliehen. Zudem war er Fellow des National Institute of Sciences of India und bekleidete die Position des Vizepräsidenten des Mining, Geological and Metallurgical Institute of India. Darüber hinaus war er Fellow des Institute of Petroleum und Vizepräsident der Liverpool Geological Society. Im Jahr 1916 ehelichte er Jessie Jowett, die am 13. November 1965 starb. Aus dieser Ehe gingen ein Sohn und eine Tochter hervor.
Zwischen 1935 und 1963 sammelte Pinfold fossiles Material auf dem Indischen Subkontinent, insbesondere Wirbellose von Fundorten im Punjab an der Nordwestgrenze zur Provinz West-Pakistan. Das stratigraphische Alter dieser Funde, die im Natural History Museum in London aufbewahrt werden, wird auf das Mesozoikum und das Tertiär datiert.

## Dedikationsnamen
Nach Ernest Pinfold sind die fossilen Schneckenarten Drillia pinfoldi Vredenburgh 1921 und Turritella pinfoldi Vredenburgh 1921, die fossile Muschelart Parinomya pinfoldi Cox, 1938, die fossile Nummuliten-Art Nummulites pinfoldi Davies, 1940, die fossile Rüsseltierart Anthracobune pinfoldi Pilgrim, 1940, die fossile Seeigel-Art Conoclypus pinfoldi Gill, 1953 der fossile Walvorfahre Ichthyolestes pinfoldi Dehm & Oettingen-Spielberg, 1958, die fossile Muschelart Elongaria pinfoldi (Modell, 1969) sowie die fossile Krebstierart Hexapus pinfoldi Collins & Morris, 1978 benannt worden.